# Lias-d'Armagnac
Lias-d'Armagnac is een gemeente in het Franse departement Gers (regio Occitanie) en telt 183 inwoners (1999). De plaats maakt deel uit van het arrondissement Condom.
De naam van de gemeente is afgeleid van 'lin' (vlas). Tot het midden van de 19e eeuw kende de gemeente een belangrijke vlasnijverheid.

## Geografie
De oppervlakte van Lias-d'Armagnac bedraagt 11,8 km², de bevolkingsdichtheid is 15,5 inwoners per km².
Op het grondgebied van de gemeente zijn verschillende bronnen en meren.
De onderstaande kaart toont de ligging van Lias-d'Armagnac met de belangrijkste infrastructuur en aangrenzende gemeenten.

## Demografie
Onderstaande figuur toont het verloop van het inwonertal (bron: INSEE-tellingen).